# Сегодня — новый аттракцион
«Сегодня — новый аттракцион» — советский полнометражный цветной художественный фильм-комедия, поставленный на киностудии «Ленфильм» в 1966 году режиссёром Надеждой Кошеверовой и сорежиссёром Аполлинарием Дудко.
Последняя кинороль Фаины Раневской.
Премьера фильма состоялась 7 марта 1966 года.

## Сюжет
История о цирке и цирковых артистах. Героиня фильма, сменив амплуа и став дрессировщицей тигров, добивается оглушительного успеха. Зрители буквально ломятся на её выступления. И она, вообразив себя звездой первой величины, начинает «звездить».

## В ролях
- Марина Полбенцева — Валентина Ивановна Кузнецова
- Отар Коберидзе — Марат Алексеевич Месхиев, дрессировщик
- Фаина Раневская — Ада Константиновна Бранд, директор цирка
- Павел Суханов — Смирнов (Донатти) Виктор Эдуардович, старый цирковой артист, клоун
- Гелий Сысоев — Володя, ассистент дрессировщика
- Игорь Горбачёв — товарищ Карпов
- Михаил Глузский — Парфёнов, сопровождающий тигров

В фильме принимали участие артисты цирка:
- Воздушные гимнасты Щетинины — Пётр Щетинин и его дочь Ирина Щетинина[1].
- Дрессировщики хищников — Вальтер Запашный, Константин Константиновский
- Дрессировщик медведя — Валентин Филатов[2][3].

## Съёмочная группа
- Сценарий — Юлий Дунский, Валерий Фрид
По сюжету Константина Константиновского
- Постановка — Надежды Кошеверовой
- Сорежиссёр — Аполлинарий Дудко
- Операторы — Владимир Бурыкин, Владимир Коротков, Константин Соловьёв
- Художники — Игорь Вускович, Валерий Доррер
- Костюмы — Лидии Шильдкнехт
- Композитор — Карен Хачатурян
- Звукооператор — Константин Лашков